# Judô nos Jogos Pan-Americanos de 2007 - Até 81 kg masculino
A categoria até 81 kg masculino do judô nos Jogos Pan-Americanos de 2007 foi disputada no Pavilhão 4A do Complexo Esportivo Riocentro em 21 de julho com 11 judocas, cada um representando um Comitê Olímpico Nacional (CON).
Travis Stevens, dos Estados Unidos, conquistou a medalha de ouro ao superar o colombiano Mario Valles na final. Franklin Cisneros, de El Salvador, e Óscar Cárdenas, de Cuba, venceram suas lutas finais da repescagem e ficaram com as medalhas de bronze.

## Medalhistas
| Ouro   | USA Travis Stevens                       |
| Prata  | COL Mario Valles                         |
| Bronze | ESA Franklin Cisneros CUB Óscar Cárdenas |

## Cruzamentos
|  | Primeira rodada       | Primeira rodada       | Primeira rodada |  |  | Quartas de final      | Quartas de final      | Quartas de final     |      |                    | Semifinais         | Semifinais         | Semifinais |  |  | Final | Final | Final |
|  |                       |                       |                 |  |  |                       |                       |                      |      |                    |                    |                    |            |  |  |       |       |       |
|  | USA Travis Stevens    | USA Travis Stevens    | 0012            |  |  |                       |                       |                      |      |                    |                    |                    |            |  |  |       |       |       |
|  | PUR Abderraman Brenes | PUR Abderraman Brenes | 0001            |  |  | USA Travis Stevens    | USA Travis Stevens    | 1001                 |      |                    |                    |                    |            |  |  |       |       |       |
|  |                       |                       |                 |  |  | MEX Víctor Palafox    | MEX Víctor Palafox    | 0001                 |      |                    |                    |                    |            |  |  |       |       |       |
|  |                       |                       |                 |  |  |                       |                       |                      |      | USA Travis Stevens | USA Travis Stevens | 1000               |            |  |  |       |       |       |
|  | CAN Tyler Boras       | CAN Tyler Boras       | 0010            |  |  |                       | BRA Flávio Canto      | BRA Flávio Canto     | 0000 |                    |                    |                    |            |  |  |       |       |       |
|  | CUB Óscar Cárdenas    | CUB Óscar Cárdenas    | 1120            |  |  | CUB Óscar Cárdenas    | CUB Óscar Cárdenas    | 0011                 |      |                    |                    |                    |            |  |  |       |       |       |
|  |                       |                       |                 |  |  | BRA Flávio Canto      | BRA Flávio Canto      | 0021                 |      |                    |                    |                    |            |  |  |       |       |       |
|  |                       |                       |                 |  |  |                       |                       |                      |      |                    | USA Travis Stevens | USA Travis Stevens | 1000       |  |  |       |       |       |
|  | CHI Francisco Ayala   | CHI Francisco Ayala   | 1000            |  |  |                       | COL Mario Valles      | COL Mario Valles     | 0000 |                    |                    |                    |            |  |  |       |       |       |
|  | ARU Fiderd Vis        | ARU Fiderd Vis        | 0000            |  |  | CHI Francisco Ayala   | CHI Francisco Ayala   | 0000                 |      |                    |                    |                    |            |  |  |       |       |       |
|  |                       |                       |                 |  |  | COL Mario Valles      | COL Mario Valles      | 1100                 |      |                    |                    |                    |            |  |  |       |       |       |
|  |                       |                       |                 |  |  |                       |                       |                      |      | COL Mario Valles   | COL Mario Valles   | 1000               |            |  |  |       |       |       |
|  |                       |                       |                 |  |  |                       | ARG Emmanuel Lucenti  | ARG Emmanuel Lucenti | 0001 |                    |                    |                    |            |  |  |       |       |       |
|  |                       |                       |                 |  |  | ESA Franklin Cisneros | ESA Franklin Cisneros | 0001                 |      |                    |                    |                    |            |  |  |       |       |       |
|  |                       |                       |                 |  |  | ARG Emmanuel Lucenti  | ARG Emmanuel Lucenti  | 0020                 |      |                    |                    |                    |            |  |  |       |       |       |
|  |                       |                       |                 |  |  |                       |                       |                      |      |                    |                    |                    |            |  |  |       |       |       |

### Repescagem
| Repescagem 1          | Repescagem 1 |  |  | Repescagem 2          | Repescagem 2 |  |  | Disputa pelo bronze   | Disputa pelo bronze |
|                       |              |  |  |                       |              |  |  |                       |                     |
| PUR Abderraman Brenes | 0100         |  |  |                       |              |  |  | CUB Óscar Cárdenas    | 0021                |
| MEX Víctor Palafox    | 0001         |  |  |                       |              |  |  | ARG Emmanuel Lucenti  | 0001                |
|                       |              |  |  | PUR Abderraman Brenes | 0001         |  |  |                       |                     |
|                       |              |  |  | CUB Óscar Cárdenas    | 1001         |  |  |                       |                     |
| CUB Óscar Cárdenas    |              |  |  |                       |              |  |  |                       |                     |
| Bye                   |              |  |  |                       |              |  |  |                       |                     |
|                       |              |  |  |                       |              |  |  |                       |                     |
| CHI Francisco Ayala   |              |  |  |                       |              |  |  | ESA Franklin Cisneros | F-G                 |
| Bye                   |              |  |  |                       |              |  |  | BRA Flávio Canto      | –                   |
|                       |              |  |  | CHI Francisco Ayala   | 0011         |  |  |                       |                     |
|                       |              |  |  | ESA Franklin Cisneros | 0202         |  |  |                       |                     |
| ESA Franklin Cisneros |              |  |  |                       |              |  |  |                       |                     |
| Bye                   |              |  |  |                       |              |  |  |                       |                     |